# Welahan (plaats)
Welahan is een bestuurslaag in het regentschap Jepara van de provincie Midden-Java, Indonesië. Welahan telt 8175 inwoners (volkstelling 2010).